# Golfo della Ėjna
Il golfo della Ėjna (in russo губа Эйна?, guba Ėjna) è un'insenatura lungo la costa settentrionale russa, nell'oblast' di Murmansk, amministrata dal Pečengskij rajon. È situato nella parte sud-occidentale del mare di Barents.

## Geografia
Il golfo si apre verso nord, sulla costa meridionale del più ampio golfo Motovskij, e a sud della penisola Rybačij (полуостров Рыбачий). Ha una lunghezza di circa 2,15 km e una larghezza massima di circa 2,7 km all'ingresso. La profondità massima è compresa tra i 50 m e gli 86 m.
Il golfo prende il nome dalla Ėjna (река Эйна), piccolo fiume che nasce dalla confluenza della Bol'šaja Ėjna (река Большая Эйна) e della Malaja Ėjna (река Малая Эйна), un chilometro circa a nord della sua foce. Nell'insenatura si gettano pochi altri brevi corsi d'acqua, tra cui il torrente Železnyj (ручей Железный).
La costa orientale è più alta (236,4 m s.l.m. di altezza massima) e rocciosa di quella occidentale e settentrionale. A nord, nei pressi della foce della Ėjna, si incontrano banchi marini.